# 16P/Brooks
La cometa Brooks 2, formalmente 16P/Brooks, è una cometa periodica del Sistema solare, appartenente alla famiglia delle comete gioviane  e scoperta il 7 luglio 1889 da William Robert Brooks dall'osservatorio di Geneva, New York.
Al momento della scoperta, Brooks non riuscì a rilevare alcun moto; solo la mattina seguente poté confermare la scoperta, avendo rilevato uno spostamento verso nord. Il 1º agosto 1889 E. E. Barnard scoprì due frammenti della cometa, identificati come "B" e "C" posizionati ad 1 e 4,5 minuti d'arco di distanza dal nucleo principale. Il 2 agosto, ne individuò altri quattro o cinque, che però non erano più visibili il giorno seguente. Il 4 agosto, osservò altri due oggetti, identificati con "D" ed "E". "E" scomparve dalla notte seguente, mentre "D" nella successiva settimana. A metà mese, "B" aumentò in luminosità ed infine s'affievolì, scomparendo all'inizio di settembre. "C" sopravvisse fino a metà novembre 1889. Nessun nuovo frammento fu scoperto prima del termine dell'apparizione, il 13 gennaio 1891.
Si ritiene che la frammentazione del nucleo cometario sia stata causata da un incontro ravvicinato con Giove, avvenuto nel 1886 a sole 0,001 UA dal pianeta, all'interno dell'orbita di Io, dove sembra che la cometa sia rimasta per due giorni.
Nelle apparizioni seguenti la cometa non ha più raggiunto la luminosità manifestata al momento della sua scoperta, corrispondente all'ottava magnitudine, ma si è sempre mantenuta più debole di almeno due magnitudini. Nessun frammento è stato più osservato dal 1889.